# ماريوس إيليا (لاعب كرة قدم)
ماريوس إيليا (باليونانية: Μάριος Ηλία) هو لاعب كرة قدم قبرصي في مركز الهجوم، ولد في 19 مايو 1996 في لارنكا في قبرص. لعب مع Alki Oroklini ‏.

## وصلات خارجية
- ماريوس إيليا (لاعب كرة قدم) على موقع الاتحاد الدولي (مؤرشف)  (الإنجليزية)
- ماريوس إيليا (لاعب كرة قدم) على موقع الاتحاد الأوربي (الإنجليزية)
- ماريوس إيليا (لاعب كرة قدم) على موقع قاعدة بيانات كرة القدم.إي يو (الإنجليزية)
- ماريوس إيليا (لاعب كرة قدم) على موقع ناشيونال فوتبول تيمز (الإنجليزية)
- ماريوس إيليا (لاعب كرة قدم) على موقع Soccerway.com (الإنجليزية)
- ماريوس إيليا (لاعب كرة قدم) على موقع عالم كرة القدم.نت (الإنجليزية)